# Naenia sasyamana
Naenia sasyamana är en fjärilsart som beskrevs av Matsumura 1958. Naenia sasyamana ingår i släktet Naenia och familjen nattflyn. Inga underarter finns listade i Catalogue of Life.